# 松村邦洋伝 最強の歴史をぬりかえろ!!
『松村邦洋伝 最強の歴史をぬりかえろ!!』（まつむらくにひろでん さいきょうのれきしをぬりかえろ）は、1994年8月26日にショウエイシステムから発売された日本のスーパーファミコン専用対戦格闘ゲーム。

## 概要
タレント松村邦洋を使った対戦格闘ゲーム。対戦モードとストーリーモードがある。対戦格闘ゲームとしては珍しく体力回復があり、ガードがない代わりに一定時間無敵になることで攻撃を回避する。
起きあがり時の無敵時間が短いのでダウン後にピロピロ（体力回復技）を発動することが困難なため相手をダウンさせると容易にハメができ、しかもそれをコンピューターもやってくるため、難解かつ理不尽なゲームと評される。
開発には同社の『イデアの日』のスタッフが多数関わっている。

## モード紹介

### 松村の挑戦（ストーリーモード）
松村の所属事務所・太田プロのマネージャーから「自分の出てくるゲームを作ってもらえ」と密命が下る。松村はゲーム会社へ向かうが、その行く先々で人に絡まれ、勝負を挑まれるのであった。勝負に勝つと、その道の人の最強を示す履歴書が松村仕様の物に書き換えられる。なお、松村（空手家）以外のキャラクター7名の顔は『松村邦洋のオールナイトニッポン』のリスナーおよび『ファミコン通信』読者からの公募で選ばれており、松村と同様に各キャラクター用のメイクをほどこされたリスナーや読者の顔が実写取り込みによって、そのままゲームに使用されている。

### マツムラ・ファイター（対戦モード）
8つある職業から1人を選び対戦するモード。全て松村の変装となっているが、Rボタンを押しながら職業を選ぶと、オリジナルの顔（公募で選ばれた人の顔）のキャラクターを使用することができる。同キャラクター戦も可能。

## システム

### バウバウ
全てのキャラクターが使用可能な技。一定時間、松村の持ちギャグ「バウバウ」をする。バウバウをしている間は、あらゆる攻撃をかわすことができる。
通常の格闘ゲームにあるガードは本ゲームには存在せず、相手の攻撃は避けるかバウバウでかわすしかない。ただし、ガードがないためガードキャンセルも存在せず、バウバウキャンセルもない。そのため、基本的には攻撃を普通に避けられなかった時の緊急回避的な技といえる。

### ピロピロ
これも全てのキャラクターが使用できる技。松村のギャグ「ピロピロ」をしながら回復ドリンクを飲む。
これによって体力を回復することができるが、この間は無防備になる上に、ピロピロ中に攻撃を食らうと通常以上のダメージを受けてしまう。

## 登場する職業
空手家
全てにおいてオールマイティーなキャラクター。ストーリーモードの主人公。
フリーター
ストーリーモードの最初の敵。
拳法使い
中国拳法を操る。あまり強くない。
怪力男
組み技を得意とする。動きが遅い。
女子プロレスラー
飛び技を得意とする。
レスラー
怪力男と同じく、組み技を得意とする。
女忍者
トリッキーな動きで相手を翻弄する。打たれ弱い。
超人
全てにおいて空手家を勝り、無敵の能力を誇る。ストーリーモードの最終ボス。